# Westaustralstrom
Der Westaustralstrom ist eine kalte Meeresströmung an der Westküste Australiens. Die Wassertemperaturen an der australischen Westküste schwanken je nach Jahreszeit zwischen 15 und 20 °C. Er wird von der kalten Westwinddrift gespeist und beeinflusst nachhaltig das Klima Südwest- und Western Australias, denen er trocken-heiße Sommer und feucht-milde Winter beschert.